# Frydman
Frydman (słow. Fridman, węg. Frigyesvágása, niem. Friedmann), wieś w Polsce położona w województwie małopolskim, w powiecie nowotarskim, w gminie Łapsze Niżne.

## Położenie
Wieś położona jest w regionie geograficznym Kotlina Nowotarska i historyczno-etnograficznym Spisz, w miejscu gdzie rzeka Białka wpada do Zbiornika Czorsztyńskiego.
W latach 1954–1961 wieś należała i była siedzibą władz gromady Frydman, po jej zniesieniu w gromadzie Harklowa. W latach 1975–1998 miejscowość administracyjnie należała do województwa nowosądeckiego.

## Historia
Wieś Podtatrza, pochodzi z przełomu XIII i XIV wieku. Frydman otrzymał status miasteczka od XVII w. – posiadał własną pieczęć miejską, choć faktycznie był wsią targowo-rzemieślniczą. Osada miała kształt prostokąta z placem pośrodku.
Do 1918 r. Frydman wchodził w skład Królestwa Węgier, zaś w latach 1939–1945 znalazł się pod rządami Pierwszej Republiki Słowackiej.
6 lipca 1957 r. we wsi wybuchł groźny pożar, w którym spłonęły 23 domy mieszkalne wraz z zabudowaniami gospodarczymi w starej części Frydmana, położonej koło kościoła.

## Zabytki
Obiekty wpisane do rejestru zabytków nieruchomych województwa małopolskiego.
- Kościół parafialny pw. św. Stanisława, dzwonnica, ogrodzenie z bramkami, otoczenie.

Obiekt jest najstarszym zabytekiem architektury sakralnej na Podtatrzu. Wczesnogotycki zrąb świątyni pochodzi zapewne z przełomu XIII i XIV w. Legendy podają, że we frydmańskim kościele służył do mszy Jan III Sobieski wracający przez Zamagurze spod Wiednia.
- Dwór z najbliższym otoczeniem i drzewostanem.

Kasztel, a właściwie piętrowy murowany dwór obronny typowy dla terenów Spiszu, zbudowany przez Jerzego Horvatha Palocsaya w latach 1585–1590 jako wiejska rezydencja o charakterze obronnym. Pierwotnie renesansowy: założony na rzucie prostokąta, z grubymi murami zwieńczonymi attyką, z narożnymi wykuszami i wieżyczkami. Przebudowany ok. 1910 r. (wówczas usunięto m.in. attykę). 
- Dawne piwnice winne.

Zabytkowe piwnice, w których do XIX w. właściciele Frydmana z rodu Horwathów przechowywali wino sprowadzane z Węgier. Na każdym z dwóch pięter są po trzy 100-metrowe korytarze, o siedmiometrowej szerokości. Do piwnic można wejść przez jeden z dwóch ośmiobocznych pawilonów nakrytych gontowymi kopułami, zwanych burghauzami. Mieszkańcy Frydmana nazywają je kaplicami. Zwiedzanie podziemnych tuneli możliwe jest po uzyskaniu zgody jednego z trzech właścicieli mieszkających w pobliżu.

## Inne obiekty
- Pensjonat Tajemniczy Ogród
- Willa Kosówka
- motel Trzy Korony
- Pole Namiotowe Łęg u ujścia Białki, otaczane przez powstający kompleks sportowo-rekreacyjny
- ośrodek zdrowia
- biblioteka
- szkoła podstawowa

## Kultura
Region podhalańsko-spiski posiada wyraźnie wyodrębnioną, autentyczną i żywą kulturę lokalną, na którą składa się folklor góralski; m.in. gwara podhalańska, będąca dobrze rozpoznawalna w Polsce. Charakterystyka folkloru widoczna jest dodatkowo w kuchni, rękodziele ludowym, a także muzyce, tańcu i oryginalnym spiskim stroju góralskim w odmianie kacwińskiej.
We wsi jest używana gwara spiska, zaliczana przez polskich językoznawców jako gwara dialektu małopolskiego języka polskiego, przez słowackich zaś jako gwara przejściowa polsko-słowacka. Niektórzy mówią, że ludzie z tej wsi posługują się własnym dialektem zwanym też „frydmańskim”. We wsi działa zespół regionalny i orkiestra dęta.

## Szkolnictwo
We wsi istnieje szkoła podstawowa im. Bronisława Czecha.
Pierwszy budynek szkolny pochodzi z 1882 r. Według podań szkoła istniała wcześniej, lecz mieściła się w budynku Spółki Urbarskiej, gdzie obecnie znajduje się magazyn GS-u.
Do 1918 r. nauka w szkole odbywała się w języku węgierskim. Dochodziło przy tym do komicznych z dzisiejszego punktu widzenia sytuacji, gdyż uczące wtedy nauczycielki znały tylko język węgierski i nie rozumiały posługujących się gwarą uczniów. Również uczniowie nie rozumieli, co mówią do nich nauczyciele. Język polski lub słowacki mieszkańcy Frydmana poznawali z książeczek do nabożeństw i najczęściej była to znajomość bierna – potrafili czytać, nie umieli pisać.
W latach 1918–1920 teren Frydmana był pod tymczasową administracją Ligi Narodów i nauka w szkole odbywała się w języku słowackim.
W 1920 r. po wejściu tej części Spisza w granice państwa polskiego rozpoczęła działalność szkoła polska. Kierownikiem szkoły została Elżbieta Kaniowa, a do Rady Szkolnej weszli tacy mieszkańcy Frydmana jak ks. Andraszewski, Jan Balara, Michał Brynczka, Michał Iglar i Jan Myśliwiec. W 1928 r. kierownikiem szkoły został Michał Balara. W 1932 r. jego funkcję przejęła Anna Balińska, a w 1935 nowym kierownikiem został Jan Basta. Ostatnim dyrektorem – przed II wojną światową – od 1938 r. był Władysław Nowak. W tym okresie nauka odbywała się w budynku szkolnym obok kościoła, gdzie przed kilkoma laty było przedszkole. W szkole uczono na dwie zmiany.
Po wybuchu II wojny światowej teren Frydmana wraz z tą częścią Spisza wszedł w skład państwa słowackiego. W październiku 1939 r. pojawili się nauczyciele słowaccy i rozpoczęła się nauka w języku słowackim. Tak było przez cały okres okupacji aż do wiosny 1945 r.
We wrześniu 1945 r. do szkoły przyszli pierwsi nauczyciele polscy. Kierownikiem szkoły został Mieczysław Czubernat. Do 1945 r. istniały formalnie dwie szkoły: jedna – z polskim językiem nauczania, druga – ze słowackim. Funkcje dyrektora szkoły słowackiej sprawował w tym czasie Andrzej Pitek, natomiast polską szkołą kierowała Helena Gadzińska. Ponieważ liczba uczniów w szkole słowackiej stopniowo się zmniejszała (uczniowie przechodzili do szkoły polskiej), w 1945 r. szkoła ta została rozwiązana, a nowym dyrektorem jednej polskiej szkoły został Andrzej Pitek.

## Atrakcje turystyczne
Frydman położony jest w Kotlinie Nowotarskiej, pomiędzy Pieninami Spiskimi a Gorcami. Przy brzegu Jeziora Czorsztyńskiego – zbiornika retencyjnego, znajduje się przystań, gdzie można wypożyczyć łódki, rowerki wodne itp. W pobliżu miejsca, gdzie Białka wpada do Jeziora Czorsztyńskiego (zwanego także Morzem Pienińskim), jest pole kempingowe. W okolicy Frydmana znajdują się trzy rezerwaty przyrody: Zielone Skałki, Niebieska Dolina oraz Przełom Białki pod Krempachami.

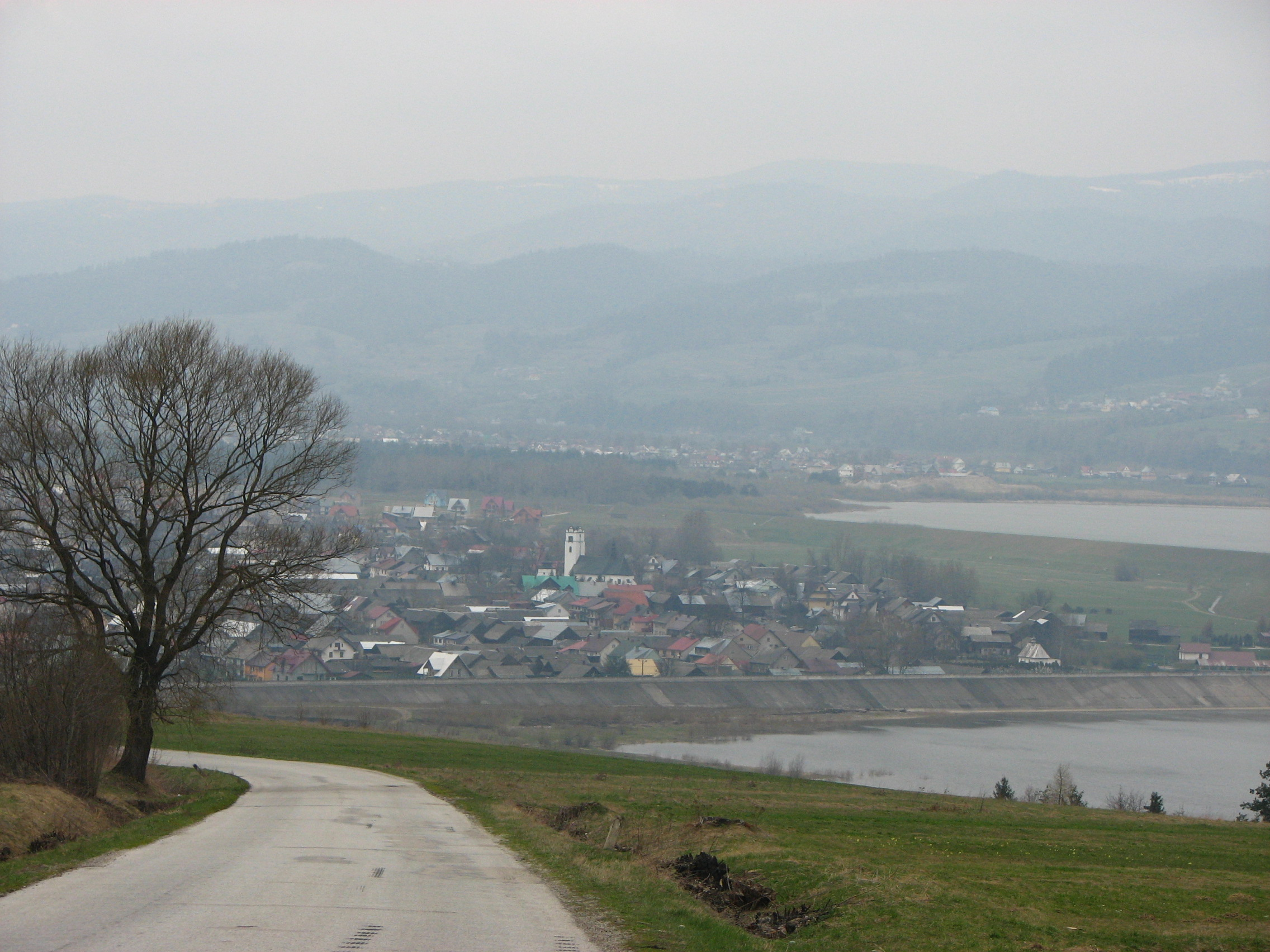
Widok na wieś
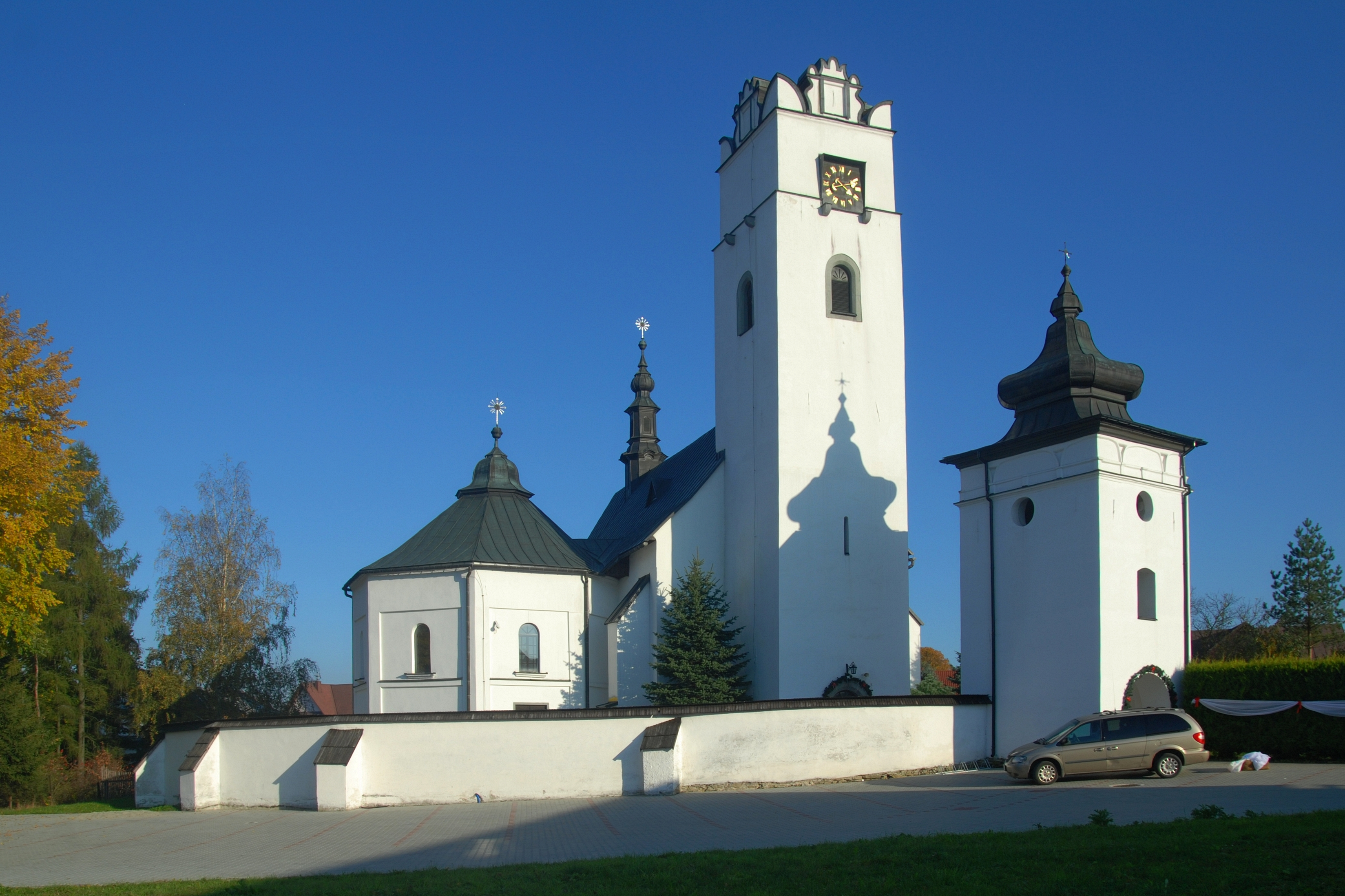
Kościół św. Stanisława
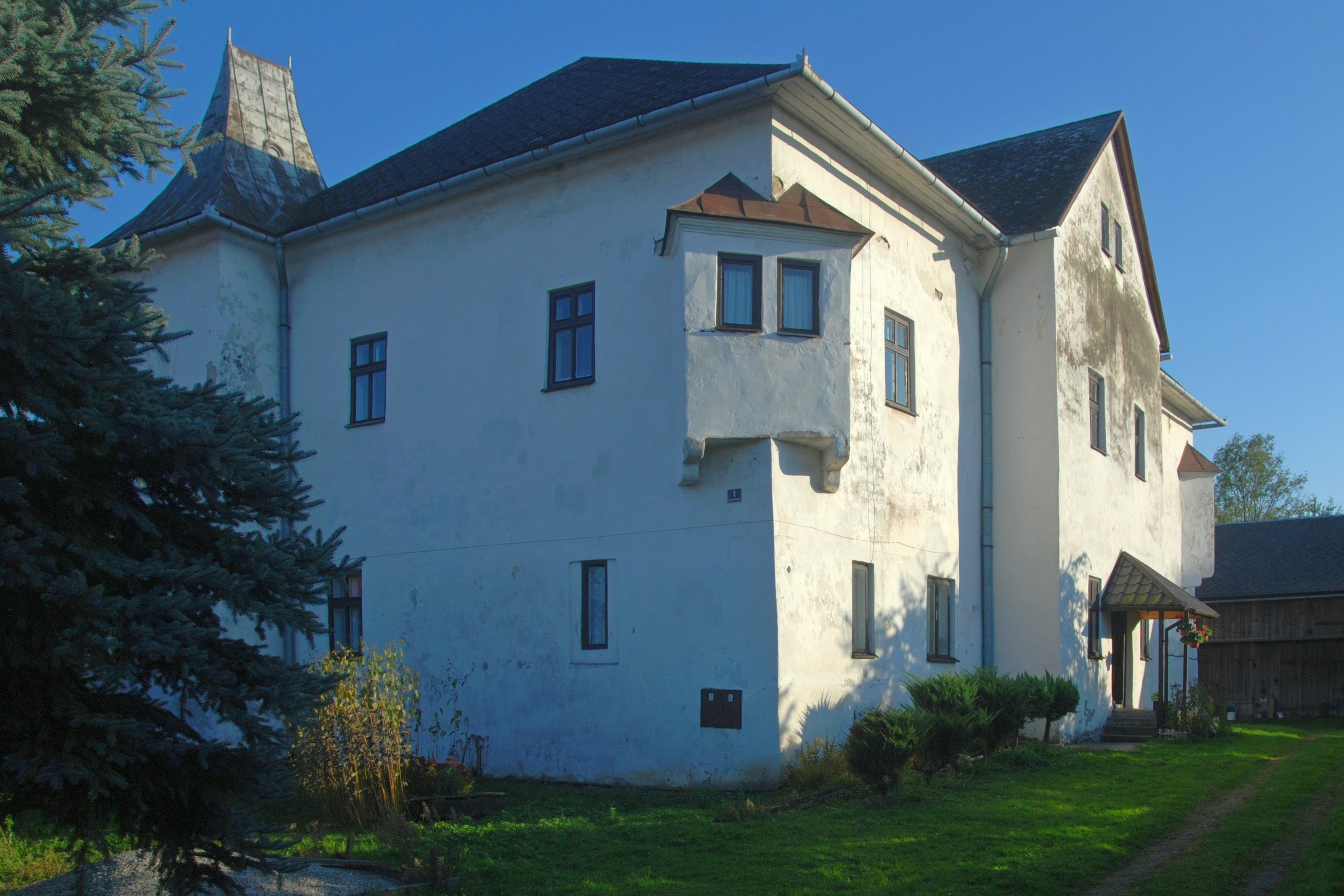
Kasztel

## Sport
W latach 60. XX wieku w szkole we Frydmanie zaczął się intensywnie rozwijać sport, zwłaszcza piłka ręczna dziewcząt oraz łyżwiarstwo, również w kategorii dziewcząt. Do większych sukcesów sportowych w tych latach należą:
- 1966 – I miejsce w Powiatowych Zawodach Pożarniczych Drużyn Młodzieżowych
- 1967 – I miejsce dziewcząt w piłce ręcznej w powiecie oraz I miejsce w powiecie w „Błękitnej Sztafecie”. Podobny tytuł dziewczęta uzyskały również w 1968.
- 1968 – największy sukces – mistrzostwo Polski w „Błękitnej Sztafecie”
- 1974 – kolejne mistrzostwo Polski w tej samej konkurencji
- 1974 – III miejsce drużyny męskiej w wojewódzkich zawodach w „Złotym Krążku”